# Рёль, Мария
Мария Кристина Рёль (швед. Maria Röhl; 26 июля 1801 года – 5 июля 1875 года) — шведская художница. Является автором портретов большого числа известных в Швеции людей первой половины XIX века. Её картины экспонируются в Национальном музее Национальный музей в Стокгольме. Шведская Королевская библиотека имеет коллекцию из 1800 портретов работы Рёль. Была членом Королевской шведской Академии Художеств (1843) и официальным портретистом королевского двора.

## Биография
Мария Рёль родилась в Стокгольме в состоятельной семье, но обеднела после смерти родителей в 1822 году. В детстве мечтала стать гувернанткой, однако, имея склонности к рисованию, училась живописи у профессора и гравёра Кристиана Форселла. У художника Александра Хамбре училась делать быстрые и реалистичные портретные зарисовки карандашом.
Её рисунки друзей и членов семьи Форселл получили известность. Рёль быстро стала модной в светском обществе и смогла зарабатывать себе на жизнь как художник. Заказчиками Марии Рёль были небогатые шведы, которые не могли заплатить ей за работы в масле. Среди них большое количество известных шведов того времени, аристократов, актеров. Мария Рёль рисовала также маслом, но большинство ее работ созданы карандашом. В 1843 году Рёль была назначена придворным художником. В 1843—1846 годах училась в Париже в студии Леона Когнита во французской Академии искусств.
После возвращения на родину Рёль основала собственную художественную студию в районе Брункебергсторг Стокгольма. В последние годы жизни художницы распространение фотографии сократило заказы на выполненные ей портреты.
Мария Рёль скончалась 5 июля 1875 года в Стокгольме. Ныне ее картины и рисунки хранятся в Музее округа Эребру, в Национальном музее Швеции и в частных коллекциях. В Шведской Королевской библиотеке есть около 1800 портретов её работы.

## Галерея

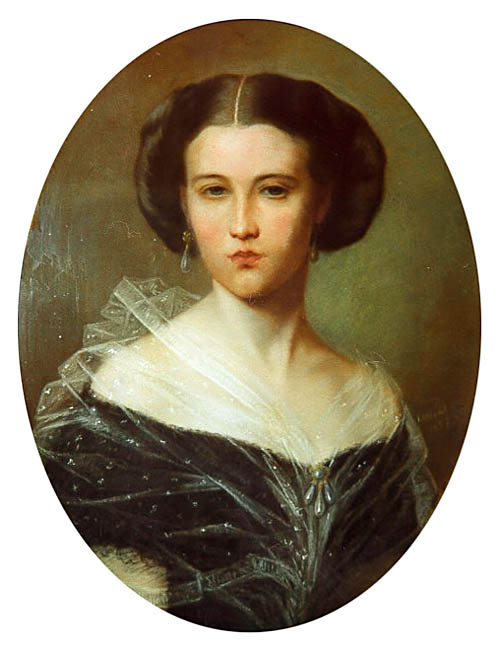
Ида Кардон Мария Рель, 1857
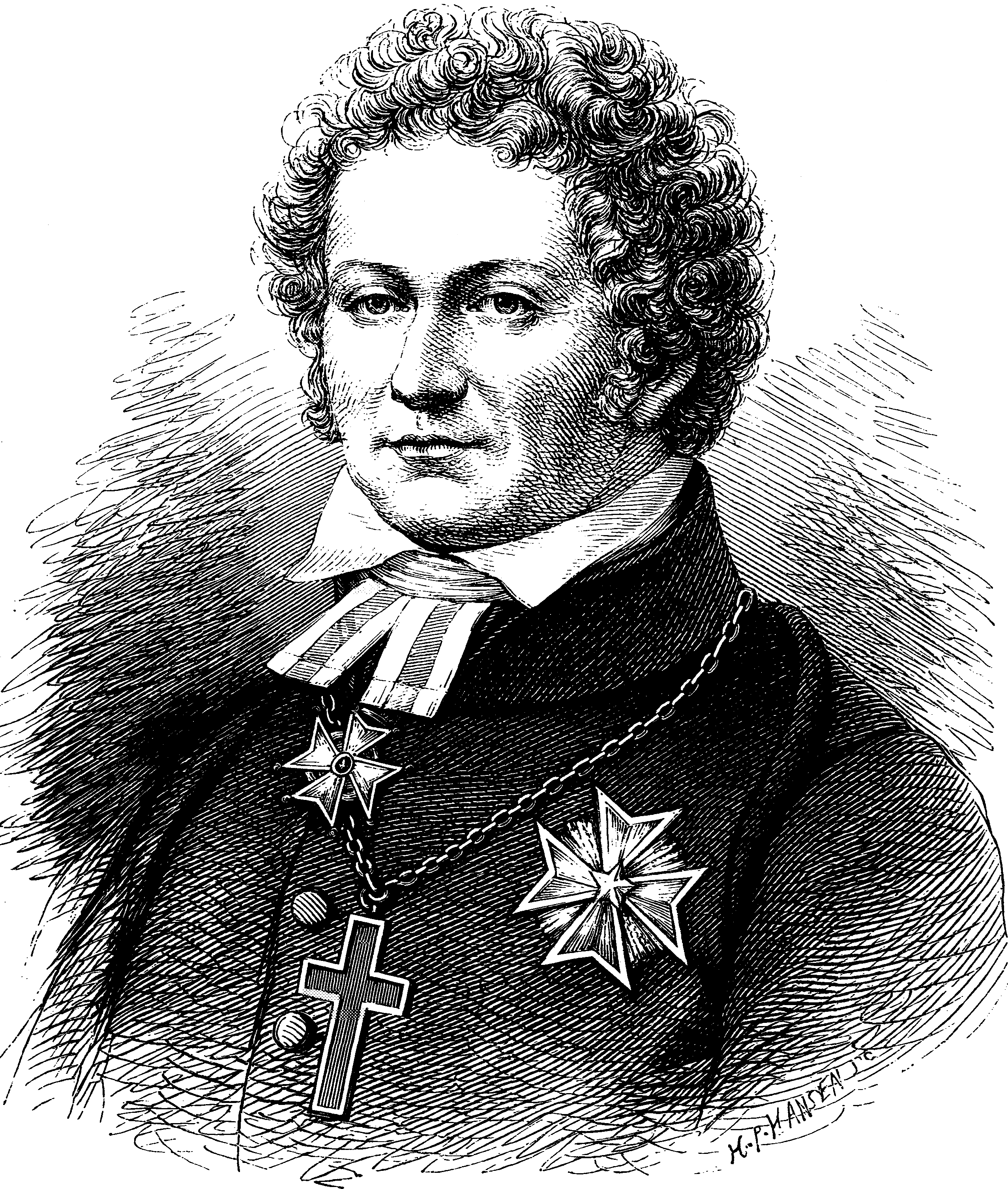
Шведский поэт Тегнер Исайя, рисунок Марии Рёль, 1829
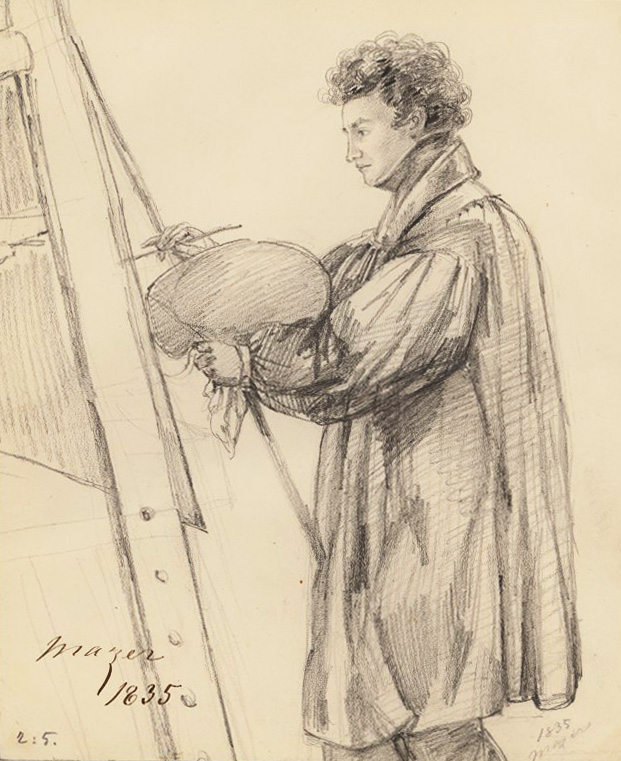
Карл Петер Мазер (1807—1884) в студии
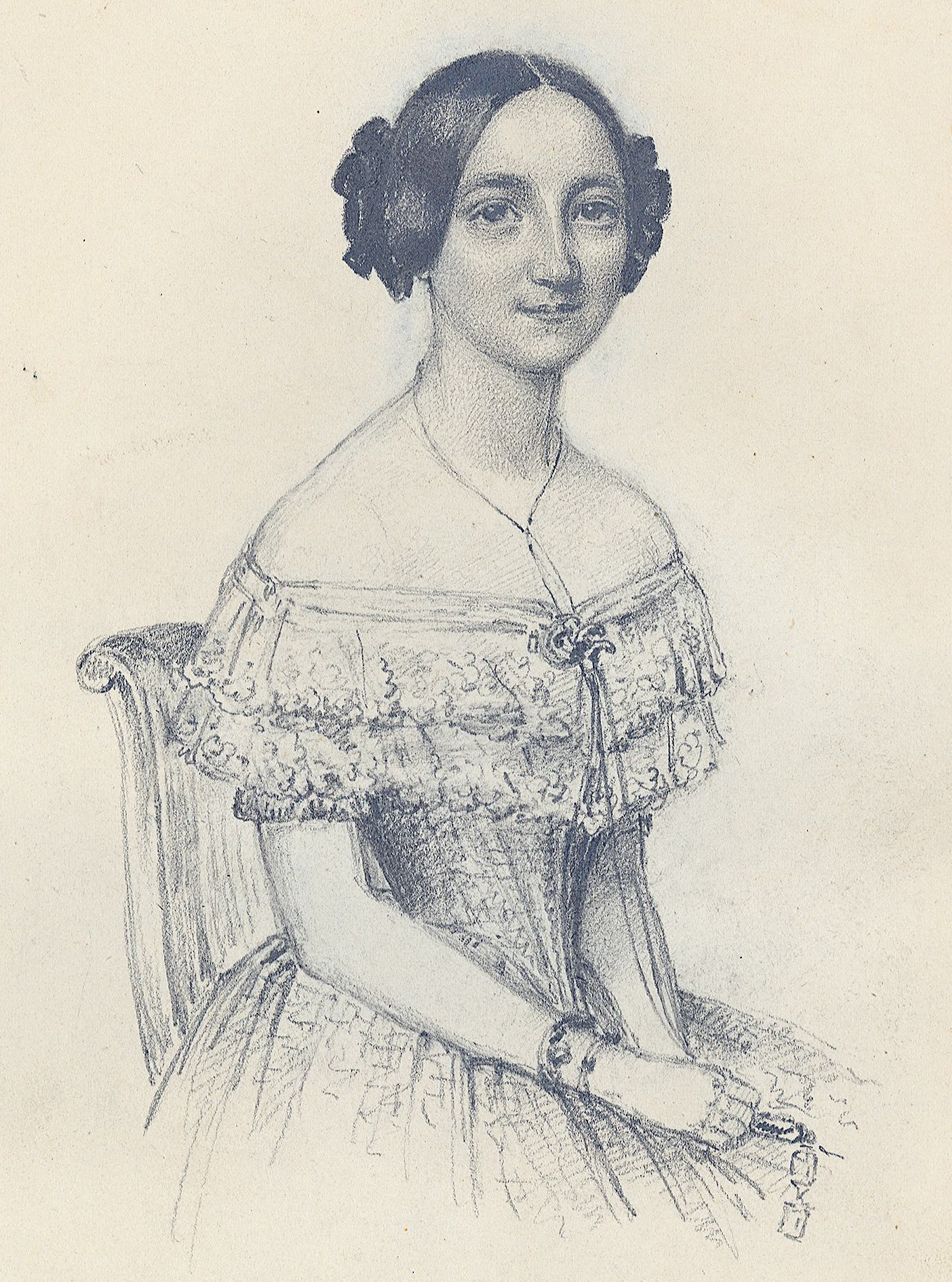
Вильгельмина Фундин (1842)
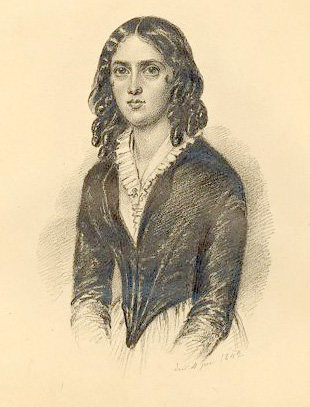
Вендела Хеббе, 1842
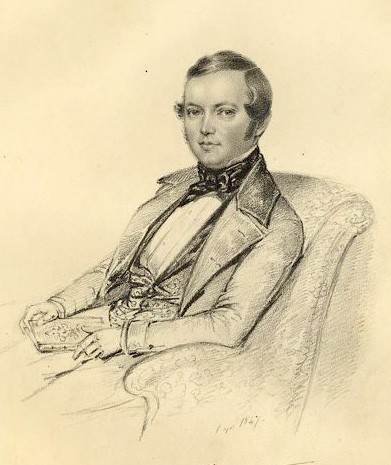
Юхан Юлин, 1847
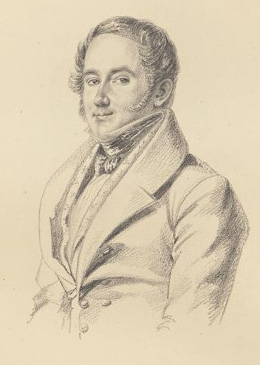
Альбрехт Элоф Ире